# Babrios

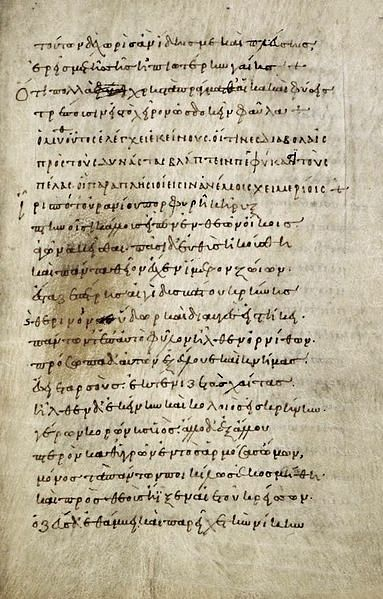
Řecký rukopis, Barbiův přepis Ezopových bajek

Valerius Babrios byl řecky píšící autor bajek žijící nejpravděpodobněji ve 2. století na východě, možná v Sýrii. Ze zvláštností stylu jeho básní se usuzuje, že byl helenizovaný Říman. Při své tvorbě se inspiroval Ezopem.
Známo o něm není skoro nic.